# Mulgeum-eup
Mulgeum-eup (koreanska: 물금읍, 勿禁邑) är en köping i den sydöstra delen av  Sydkorea, 310 km sydost om huvudstaden Seoul. Den ligger i kommunen Yangsan i provinsen Södra Gyeongsang strax norr om storstaden Busan.